# گورستان زرد ویان دره تفی
قبرستان زرد ویان دره تفی مربوط به دوره اشکانیان است و در شهرستان مریوان، روستای دره تفی، جنوب دریاچه زریوارمریوان واقع شده و این اثر در تاریخ ۲۷ مرداد ۱۳۸۲ با شمارهٔ ثبت ۹۶۲۷ به‌عنوان یکی از آثار ملی ایران به ثبت رسیده است.